# Emil František Burian
Emil František Burian   (Plzeň, 11 de juny de 1904 - Praga, 9 d'agost de 1959) va ser poeta, periodista, cantant, actor, músic, compositor, assessor dramàtic, dramaturg i director txec. També va participar en la política del Partit Comunista de Txecoslovàquia.

## Biografia
Burian va néixer a Plzeň, Txecoslovàquia, d'on provenia d'una família musical. El seu pare, Emil Burian, era cantant d'òpera. El mateix E. F. Burian és el pare del cantant i escriptor Jan Burian. Va estudiar sota la tutela de J. B. Foerster al Conservatori de Praga, d'on es va graduar el 1927, però havia començat a participar en la vida cultural molt abans. Juntament amb Karel Teige i Vítězslav Nezval, E. F. Burian va ser membre clau de "Devětsil", una associació d'artistes d'avantguarda txeca dels anys vint. El 1926-1927 va treballar al teatre d'avantguarda Osvobozené divadlo, però després de disputes amb Jindřich Honzl, ell i Jiří Frejka van deixar el teatre. Més tard van fundar el seu propi teatre, "Da-Da". També va treballar amb l'escena teatral de l'estudi Moderní. El 1927 va fundar el conjunt musical i elocutiu Voiceband.
El 1923 Burian es va unir al Partit Comunista de Txecoslovàquia. La seva obra, fortament influenciada per les idees comunistes, limitava amb l'agitació política. El maig de 1933 va fundar el teatre D 34, amb un programa fortament orientat a l'esquerra.
El 1941 Burian va ser arrestat i va passar la resta de la Segona Guerra Mundial als camps de concentració nazis de la petita fortalesa de Theresienstadt, Dachau i finalment a Neuengamme. Va ajudar a organitzar programes culturals il·legals per als interns. El 1945, va sobreviure a l'atac de la RAF contra el vaixell presó Cap Arcona, i va tornar a Txecoslovàquia, on ja es donava per mort. Després de la guerra, va fundar el teatre "D 46 i D 47" i va dirigir teatres a Brno i la casa d'operetes de Karlín. Després del cop comunista el 1948, va treballar com a membre del parlament comunista txecoslovac. A la postguerra, es va convertir en un dels principals impulsors de la nomenclatura cultural comunista. Va intentar reorganitzar els teatres, amb l'objectiu de situar els comunistes en llocs de direcció dels teatres.
Burian va morir el 1959 a Praga.

## Treball
La seva obra, profundament influïda pel dadaisme, el futurisme i el poetisme, va ser orientada a l'esquerra. Després de la guerra va demostrar agitar les idees comunistes. Va tenir una forta influència en el teatre modern txec i els seus innovadors mètodes de posada en escena (treball amb metàfora, poesia i símbols) i invents (theatregraph, banda de veu) són inspiradors per al teatre fins ara.

## Cinema i teatre
L'activista i dramaturg va fer potens investigacions en la barreja entre l'audiovisual i el fet escènic, a fi de poder conseguir una barreja de les dues disciplines.
Burian inaugura el 1934 el seu propi teatre, el “D-34”. La D com a inicial de “divadlo” (“teatre” en txec), i el nombre rere el guió fent referència a l'any en el qual es trobaven. Nom que canviaria anualment segons la data que cursessin. Durant set anys van embarcar-se com a companyia en nombroses representacions, setanta-cinc, concretament. Influït pel constructivisme, Burian va crear un sistema escènic que ell mateix va donar-li el nom de Theatergraph.

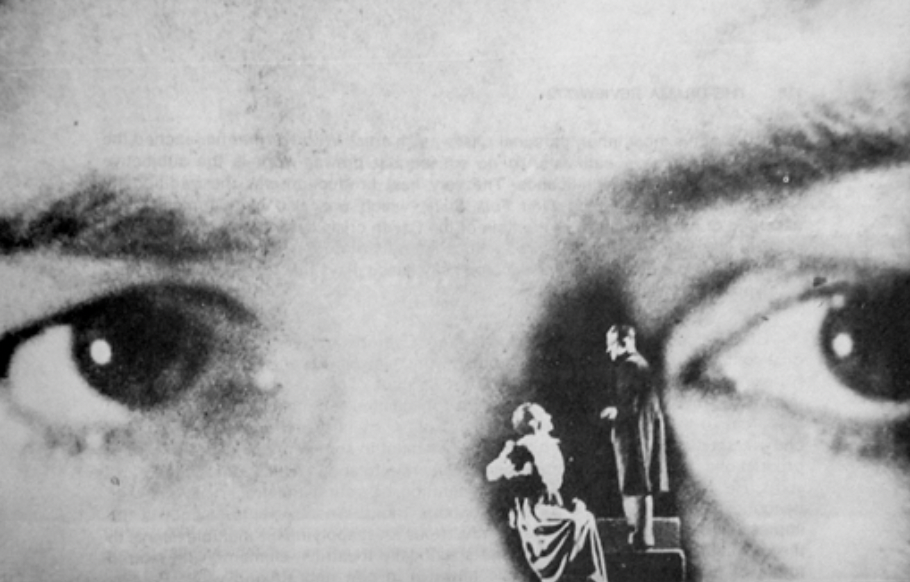
Fotografia del muntatge de Burian de El Despertar de la Primavera de Wedekind (1936)

## Theatergraph
Aquest sistema combinava la feina actoral, una il·luminació específica, i un espai sonor. La seva invenció es basava en una gasa que es col·locava davant de l'escenari la qual es projectava i l'evolució dels actors es mostrava en petits espais per darrere d'aquest teló. Seguint l'exemple de Piscator va utilitzar la projecció com a element dramàtic i poètic.
El Theatregraph va ser usat, entre d'altres, en escenificacions com El Despertar de la Primavera de Wedekind (1936), en la qual es va introduir una pantalla addicional a l'escenari.